# Schweinefleisch

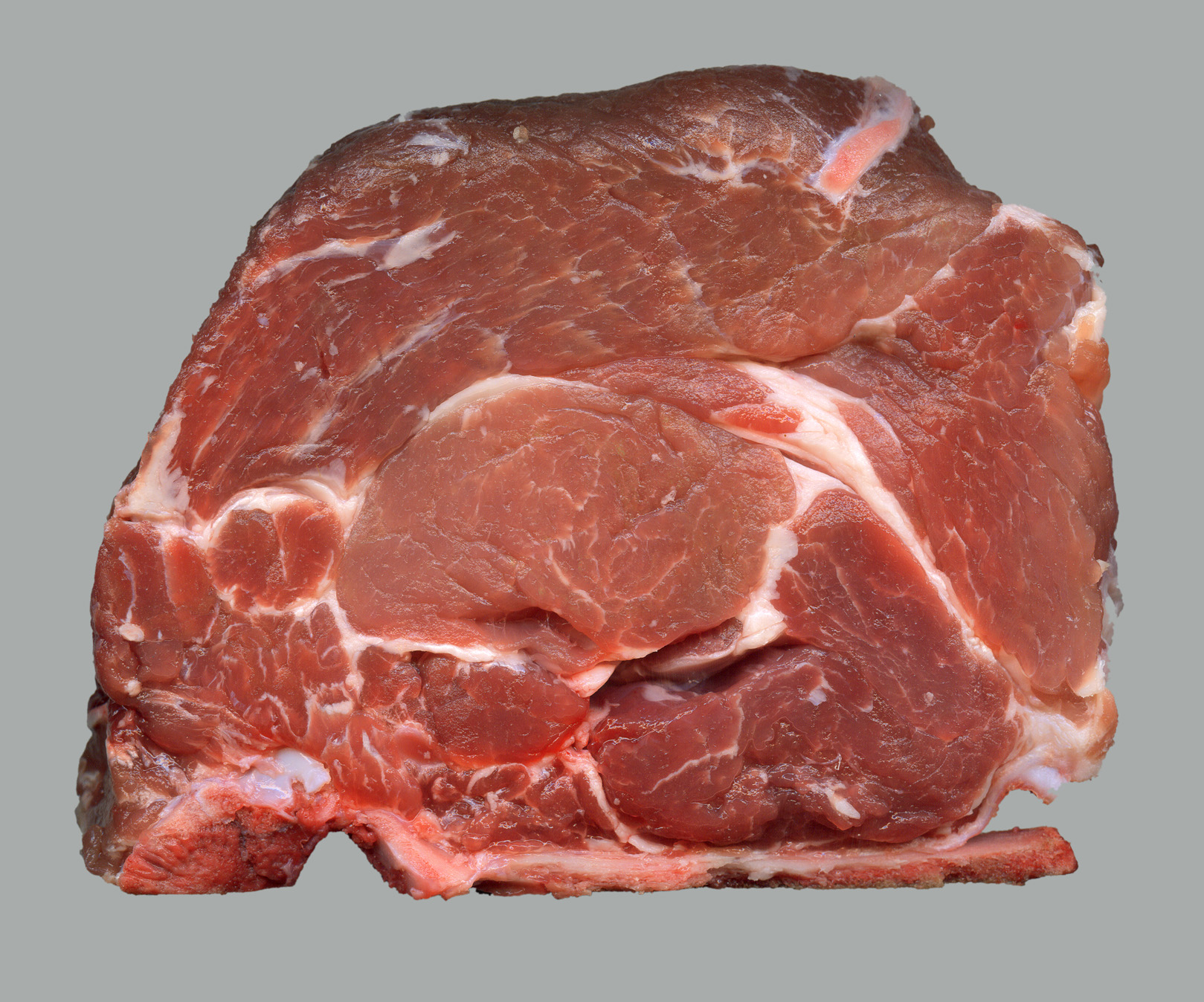
Rohes Nackenstück mit Knochen vom Schwein

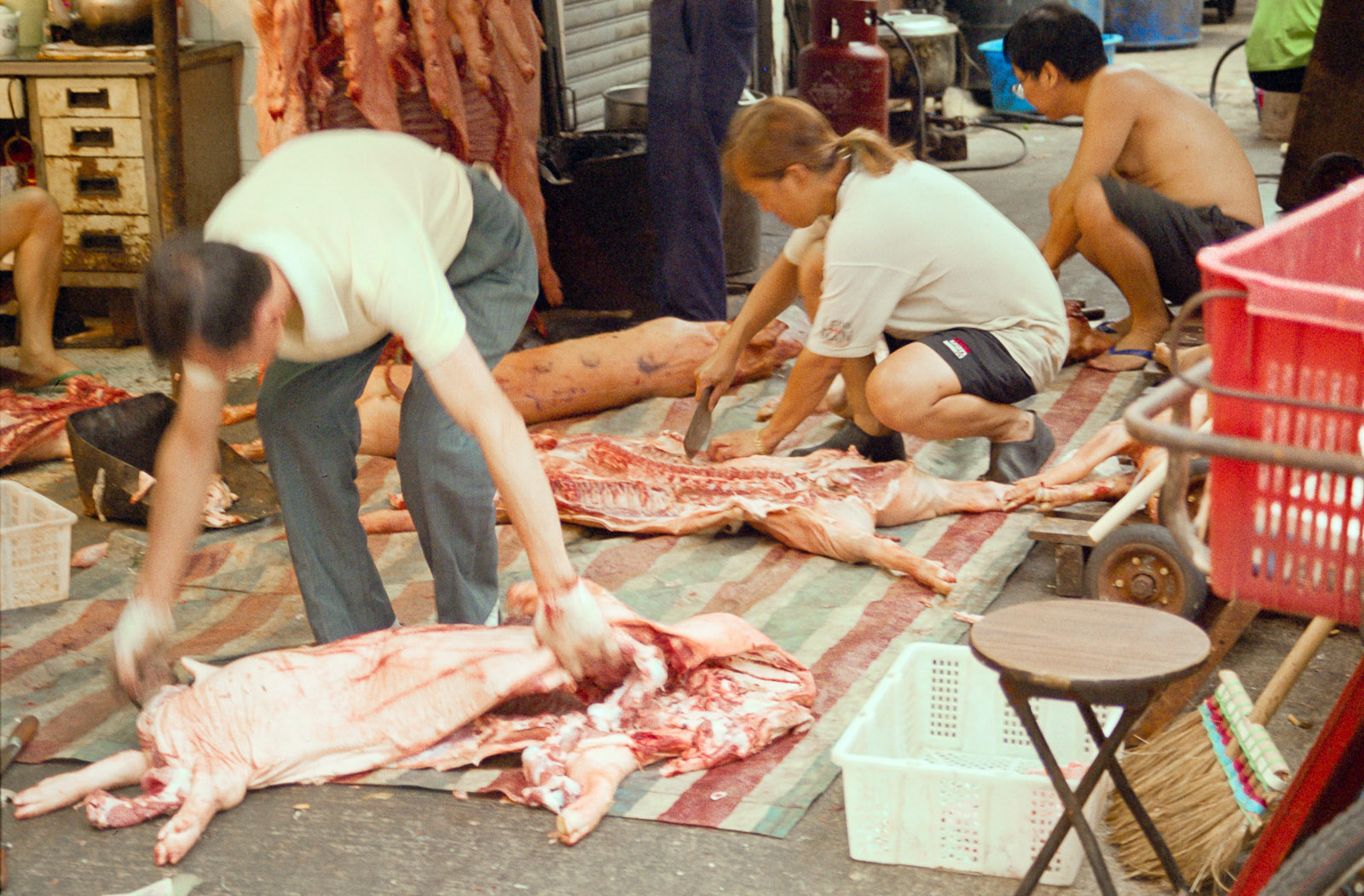
Verkauf von Schweinefleisch in Hongkong

Schweinefleisch ist ein Sammelbegriff für die zum Verzehr geeigneten Teile des Hausschweins. In Europa und Ostasien ist Schweinefleisch die am häufigsten gegessene Fleischart.

## Produktion
Das Hausschwein ist eines der am längsten domestizierten Haustiere in der menschlichen Zivilisationsgeschichte und wird nahezu ausschließlich zur Fleischerzeugung gehalten. Als Allesfresser diente es früher auch zur Verwertung von Küchenabfällen, dies ist heute in vielen Ländern aus Gründen der Hygiene untersagt. In ländlichen Gegenden werden teilweise noch heute Schweine außerhalb von Bauernhöfen gehalten, durch Restriktionen bei der Hausschlachtung sind dies aber Ausnahmen. Heutzutage stammt etwa die Hälfte des weltweit produzierten Schweinefleischs aus intensiver Tierhaltung.

## Wirtschaftliche Bedeutung

### Die größten Produzenten
2021 wurden laut der Ernährungs- und Landwirtschaftsorganisation FAO weltweit 120.372.127 t Schweinefleisch produziert.
Folgende Tabelle gibt eine Übersicht über die zwanzig größten Produzenten von Schweinefleisch weltweit, die insgesamt 88,9 % der Menge produzierten.
| Rang | Land                | Menge (in t) |    | Rang                   | Land       | Menge (in t) |
| ---- | ------------------- | ------------ | -- | ---------------------- | ---------- | ------------ |
| 1    | Volksrepublik China | 52.959.300   | 11 | Dänemark               | 1.723.730  |              |
| 2    | Vereinigte Staaten  | 12.559.966   | 12 | Niederlande            | 1.719.420  |              |
| 3    | Spanien             | 5.180.060    | 13 | Mexiko                 | 1.693.007  |              |
| 4    | Deutschland         | 4.971.150    | 14 | Südkorea               | 1.407.000  |              |
| 5    | Brasilien           | 4.365.000    | 15 | Italien                | 1.351.980  |              |
| 6    | Russland            | 4.304.053    | 16 | Japan                  | 1.318.125  |              |
| 7    | Vietnam             | 2.590.000    | 17 | Philippinen            | 1.187.305  |              |
| 8    | Kanada              | 2.404.595    | 18 | Belgien                | 1.140.090  |              |
| 9    | Frankreich          | 2.203.830    | 19 | Vereinigtes Königreich | 1.022.000  |              |
| 10   | Polen               | 1.985.810    | 20 | Thailand               | 927.717    |              |
|      |                     |              |    | restliche Länder       | 13.357.989 |              |

Zum Vergleich: Österreich produzierte im gleichen Zeitraum 502.120 t und die Schweiz 229.721 t Schweinefleisch.

### Handel
Deutschland hatte im Jahr 2021 einen Exportüberschuss von 210.342 Tonnen Schweinefleisch. (Die Einfuhr von Schweinefleisch lag bei 635.332 Tonnen, die Ausfuhr bei 845.674 Tonnen Fleisch.) Es wurden 10.628.069 lebende Schweine zur Mast nach Deutschland importiert und 1.905.226 Tiere exportiert.
Während die Deutschen 2015 knapp fünf Prozent weniger in EU-Länder exportierten, wuchs der Export nach China im Vergleich zum Vorjahr um 17 Prozent auf 379.000 Tonnen. Mit 13,3 Prozent des deutschen Schweinefleisch-Exports und rund 386.000 Tonnen war Italien 2015 der Hauptabnehmer.
Die EU-Exporte beliefen sich in den ersten acht Monaten 2018 auf rund 2,4 Millionen Tonnen. Die Exporte nach China und Südkorea nehmen laufend zu. China ist der wichtigste Abnehmer der EU. 2017 exportierte die Schweiz 2.228 Tonnen Schweinefleisch, 18.902 Tonnen Schlachtnebenprodukte und 44 Tonnen Fleischzubereitungen. Auch die Schweiz will künftig Schweinefüße, -ohren, schwänze und -schnauzen nach China liefern. Als Grundlage dient das Freihandelsabkommen zwischen der Schweiz und China. Swiss Nutrivalor, eine Tochterfirma von Centravo, hat 2019 die Bewilligung für den Export von Produkten aus Schweinefleisch nach China erhalten. 2019 lag der Selbstversorgungsgrad in der Schweiz bei 93 Prozent.
Weltweit wurde 2021 grenzüberschreitend Schweinefleisch im Gesamtwert von rund 17,2 Milliarden US-Dollar gehandelt. Mit Blick auf die zehn wichtigsten Exportländer wird deutlich, dass das Gros des international gehandelten Schweinefleischs aus EU-Ländern und Nordamerika stammt.
| Rang | Land               | Exporte (in 1000 US-$) |
| ---- | ------------------ | ---------------------- |
| 1    | Spanien            | 3.935.920              |
| 2    | Niederlande        | 2.124.359              |
| 3    | Deutschland        | 1.841.794              |
| 4    | Dänemark           | 1.786.025              |
| 5    | Vereinigte Staaten | 1.530.383              |
| 6    | Belgien            | 1.182.617              |
| 7    | Frankreich         | 890.432                |
| 8    | Kanada             | 603.390                |
| 9    | Chile              | 541.478                |
| 10   | Polen              | 482.714                |

## Verzehr
Folgende Tabelle gibt eine Übersicht über die Versorgung mit Schweinefleisch weltweit (in kg/Kopf/Jahr). Bitte beachten: Versorgung ist nicht gleich Verzehr!
| Rang | Land              | kg/Kopf/Jahr |
| ---- | ----------------- | ------------ |
| 1    | Hongkong          | 55,24        |
| 2    | Polen             | 54,95        |
| 3    | Spanien           | 52,56        |
| 4    | Litauen           | 50,69        |
| 5    | Kroatien          | 49,63        |
| 6    | Ungarn            | 48,30        |
| 7    | Macau             | 46,89        |
| 8    | Österreich        | 45,03        |
| 9    | Tschechien        | 44,54        |
| 10   | Deutschland       | 44,01        |
|      | Durchschnitt Welt | 14,07        |

In den Jahren 1998 bis 2013 bewegte sich der weltweite Schweinefleischverzehr auf einem relativ konstanten Niveau von 15 Kilogramm pro Kopf und Jahr. 1961 lag er noch bei 8 kg. Den höchsten Schweinefleischverzehr pro Kopf der EU-Länder 2013 hatte Österreich mit 52,56 Kilogramm pro Kopf.
2018 lag der Konsum von Schweinefleisch in der Schweiz bei 21,6 Kilogramm pro Kopf.
2023 wurden in Deutschland rund 4,2 Millionen Tonnen Schweinefleisch produziert. Dies sind 6,8 Prozent weniger als im Vorjahr.

### Religiöse Schweinefleischverbote
Sowohl im jüdischen als auch im islamischen Speisegesetz ist der Verzehr von Schweinefleisch verboten. Außerdem wird Schweinefleisch von den Siebenten-Tags-Adventisten, Rastafaris und Mitgliedern der Äthiopisch-Orthodoxen Tewahedo-Kirche gemieden.